# Świdnica (Lubusz)
Świdnica is een dorp in het Poolse woiwodschap Lubusz, in het district Zielonogórski. De plaats maakt deel uit van de gemeente Świdnica en telt 1400 inwoners.

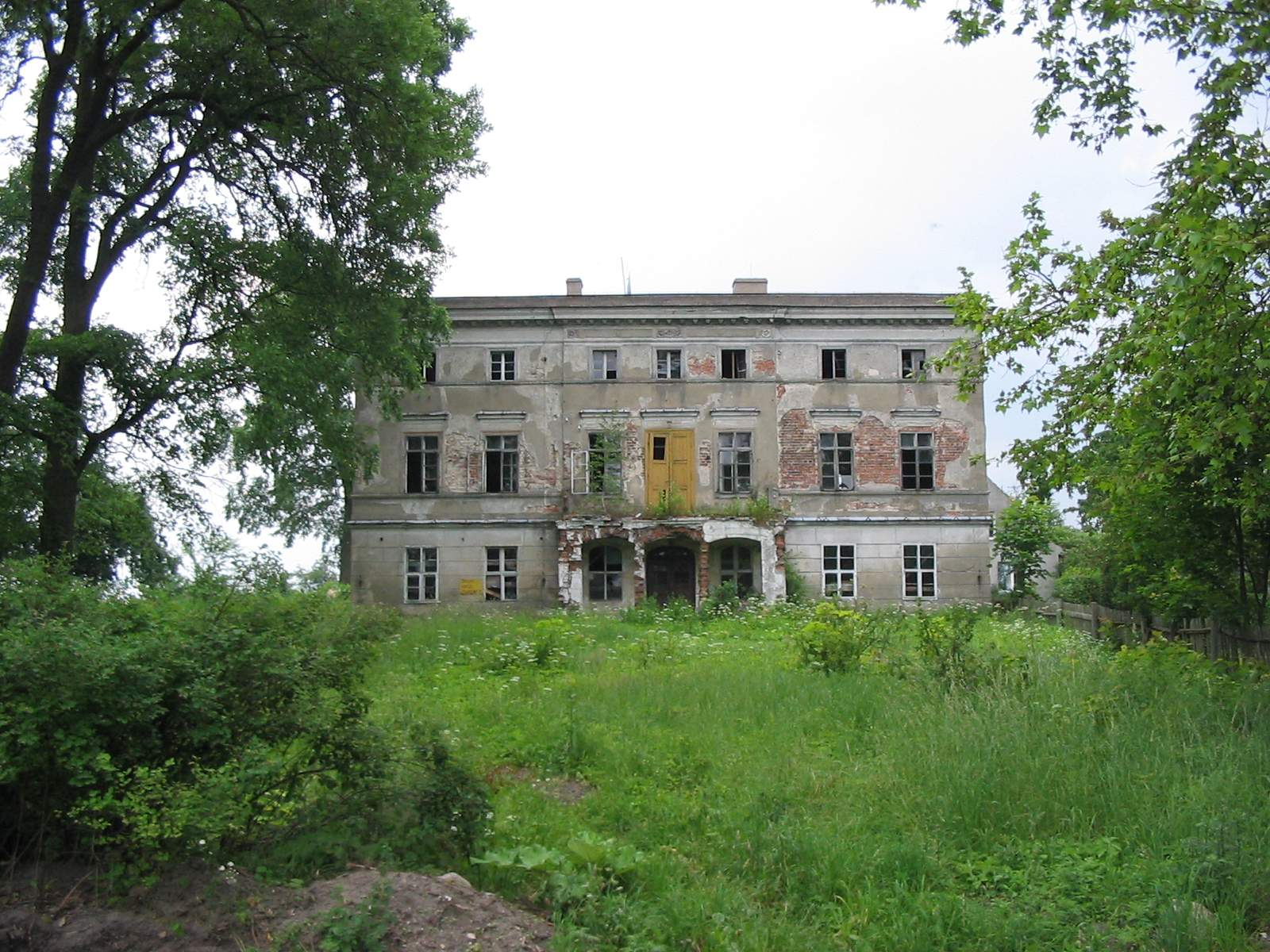
Ruiny byłego dworu w Świdnicy